# Alejandro O'Reilly
Pour les articles homonymes, voir O'Reilly.
Alejandro O'Reilly (né à Baltrasna, Comté de Meath, le 24 octobre 1723 et mort à Cadix le 23 mars 1794) (à l'origine: Alexander O'Reilly), était un réformateur militaire et un inspecteur général d'infanterie très respecté de l'empire espagnol pendant la seconde partie du XVIIIe siècle. O'Reilly fut le deuxième gouverneur de la Louisiane espagnole coloniale, étant le premier fonctionnaire espagnol à avoir un vrai pouvoir politique en Louisiane après que la France l'a cédée à l'Espagne. Pour ses services très appréciés à la couronne d'Espagne, il fut anobli et titré comte.

## Biographie
Comme les dizaines de milliers d'autres « oies sauvages » (des expatriés irlandais qui s’engageaient comme mercenaires dans les armées continentales aux XVIIe et XVIIIe siècles), O'Reilly quitta l'Irlande pour servir dans des armées étrangères catholiques: il devint colonel dans l'armée autrichienne. Après la campagne d'invasion du Portugal par l'Espagne en 1762, il jura allégeance à l'Espagne et devint général de brigade. Au XVIIe siècle, il y avait six régiments d'infanterie irlandais servant dans l'empire espagnol: Irlanda (env. 1702), Hibernia (1705), Limerick (1718), Ultonia (1718), Conancia (1715), et Waterford (1718).
En 1763 O'Reilly accompagna le nouveau gouverneur espagnol, le comte de Ricla, à La Havane en tant qu'adjudant et commandant en second. Ricla et O'Reilly reprirent la ville clé aux forces britanniques qui l'avaient assiégée et qui l'occupaient depuis la fin de la guerre de Sept Ans. Aujourd'hui encore, une rue de la vieille ville de La Havane est nommée O'Reilly, marquant l'endroit où l'officier mit pied à terre pendant que les Anglais embarquaient pour s'enfuir. O'Reilly analysa les défauts des défenses de la ville pendant le siège emporté par les britanniques en 1762, et recommanda des réformes de grande ampleur afin d'améliorer les fortifications, l'entraînement, les exercices et l'organisation des troupes, réformes qui furent rapidement approuvées par la couronne d'Espagne.
En 1765, Charles III d'Espagne envoya le maréchal Alejandro O'Reilly à Porto Rico, évaluer les défenses de cette colonie. O'Reilly, connu aujourd'hui comme le « père de la milice de Porto Rico », fit un recensement très complet de l'île et recommanda notamment l'instauration d'une discipline militaire stricte pour les troupes locales. Il insista sur le fait que les hommes servant la défense du royaume devaient recevoir leur solde régulièrement et directement, plutôt qu'indirectement en passant par leurs officiers supérieurs, une pratique de longue date qui menait à des abus. De certaines recommandations d'O'Reilly résultèrent un vaste programme de vingt ans de constructions de fortifications autour de la vieille ville de San Juan, un site aujourd'hui classé au patrimoine mondial de l'UNESCO. L'entraînement qu'il instaura devait apporter gloire et célébrité à la milice de Porto Rico trente ans après pendant l'invasion anglaise de l'île en 1797. La milice civile d'O'Reilly fut alors connue sous le nom de « la milice disciplinée ».
De retour à Cuba, O'Reilly se maria avec la fille d'une importante famille cubaine. Sa femme, Doña Rosa de Las Casas, était la sœur de Luis de Las Casas, qui fut gouverneur de l'île de 1790 à 1796. On peut encore trouver leurs descendants à Cuba et en Espagne aujourd'hui.
O'Reilly  fut nommé gouverneur et capitaine général de la Louisiane coloniale alors qu'il était en Espagne en avril 1769, avec l'ordre de faire une halte à La Havane, d'y embarquer 2 000 soldats, de mater la révolte en Louisiane, et de rétablir l'ordre.  À son arrivée à La Nouvelle-Orléans en août 1769, O'Reilly prit possession formelle de la Louisiane. O'Reilly mena des procès et punit sévèrement les créoles français responsable de l'expulsion de la colonie du premier gouverneur espagnol, Antonio de Ulloa. Il est toujours connu à La Nouvelle-Orléans comme O'Reilly le sanglant à cause de six célèbres rebelles français qu'il fit exécuter en octobre 1769. D'autres rebelles français furent exilés et certains emprisonnés à perpétuité à la Havane. Après avoir vaincu les meneurs de la rébellion de 1768, les Français qui se soulevèrent contre l'autorité espagnole et le gouverneur Antonio de Ulloa, O'Reilly renvoya la plupart de ses troupes à Cuba, et concentra son attention pour remettre sur pied administrativement la Louisiane, et stabiliser l'approvisionnement en nourriture.
O'Reilly réforma beaucoup les pratiques bureaucratiques françaises en place avant le gouvernement par l'Espagne. Une fois encore, comme avec sa mission à Porto Rico en 1765, les règlements d'O'Reilly affectèrent beaucoup d'aspects de la vie quotidienne en Louisiane, dont la possibilité pour les esclaves d'acheter leur liberté, et la possibilité pour les maîtres d'affranchir plus facilement leurs esclaves. O'Reilly interdit strictement l'asservissement des indiens en Louisiane. Il normalisa les unités de poids et de mesure utilisées dans les marchés, réglementa les docteurs et chirurgiens et améliora la sécurité publique en finançant la maintenance des ponts et des digues.
L'insulte faite à la dignité de la couronne d'Espagne ayant été rapidement effacée et l'ordre public restauré, O'Reilly attribua le poste de gouverneur de Louisiane au colonel du régiment de La Havane en décembre 1769, gardant le poste de capitaine général pour lui. La Louisiane fut fermement placé sous dépendance de l'ordre militaire et politique établi à Cuba.
De retour en Espagne en 1770, le comte O'Reilly fut chargé d'organiser six nouveaux régiments devant être entraînés à Cadix, et être prêts à être transportés aux Antilles au cas où une nouvelle guerre éclaterait entre l'Espagne et le Royaume-Uni.
En 1775, on donna à O'Reilly le commandement d'une grande expédition espagnole à l'attaque d'Alger. Bien que cette campagne en Afrique du Nord échoua, la réputation du comte demeura intacte et il continua à servir en tant que capitaine général dans le sud de l'Espagne.
O'Reilly mourut à Cadix en 1794, en route pour prendre le commandement d'une armée à l'est des Pyrénées qui devait s'opposer aux forces révolutionnaires françaises, juste après l'exécution de Louis XVI. Le maréchal O'Reilly est enterré dans l'église de la paroisse de Bonete en Espagne. Une rue de Cadix porte son nom.